# Otto Lehmann-Rußbüldt
Otto Lehmann-Rußbüldt (né le 1er janvier 1873 à  Berlin; mort le 7 octobre 1964 dans la même ville) était un pacifiste et éditorialiste politique allemand.
Libraire de profession, Lehmann-Rußbüldt a fait partie pendant la Première Guerre mondiale des fondateurs du Bund Neues Vaterland, qui est devenue la Deutsche Liga für Menschenrechte (Ligue allemande des droits de l'Homme). Sous la république de Weimar, il a fait partie des milieux pacifistes radicaux proches de l'extrême-gauche. De 1922 à 1926, il a été secrétaire général de la Ligue allemande des droits de l'Homme.
En 1933, il a émigré aux Pays-Bas puis en Grande-Bretagne. Lehmann-Rußbüldt a été un des 33 citoyens allemands dont le nom figurait, le 23 août 1933, sur la première liste des allemands déchus de leur nationalité par les nazis. En exil, il a travaillé pour des journaux d'émigrés allemands et a publié de 1941 à 1946 la  Rundbrief des Flüchtlings (Lettre du fugitif).
Otto Lehmann-Rußbüldt est rentré en Allemagne en 1951. En 1962, il a été le premier récipiendaire de la Médaille Carl von Ossietzky qui est depuis attribuée chaque année par la Ligue internationale des Droits de l'Homme.

## Œuvres
- Jung-Frühling (roman autobiographique), Berlin 1919
- Die Brücke über den Abgrund. Für die Verständigung zwischen Deutschland und Frankreich, Berlin o.J. (1922)
- Carl Mertens, Otto Lehmann-Rußbüldt, Konrad Widerhold : Die deutsche Militärpolitik seit 1918, Berlin 1926
- Der Kampf der Deutschen Liga für Menschenrechte, vormals Bund Neues Vaterland, für den Weltfrieden 1914–1927, Berlin 1927
- Die blutige Internationale der Rüstungsindustrie, Berlin 1929 (L'Internationale sanglante des armements éditeur L'Eglantine Bruxelles 1931 Collection Etudes politiques & sociales ; N°XVII)